# F-5 (戦闘機)
ノースロップ F-5
スイス空軍のF-5E タイガーII
- 用途：戦闘機
- 設計者：エドガー・シュミード（英語版）
- 製造者：ノースロップ
以下はライセンス生産
  -  カナディア（CF-5A/D、NF-5A/B（英語版））
  -  CASA（SF-5A/B）
  -  E+F（ドイツ語版）（F-5E）
  -  漢翔航空工業（中正号戦闘機）
  -  大韓航空航空宇宙部門（KF-5E/F）
- 運用者
  -  アメリカ合衆国（空軍・海軍・海兵隊・航空宇宙局）など
- 初飛行：1959年7月30日（F-5A）

  - 1972年8月11日（F-5E）
- 生産数：2,236機
- 運用状況：現役
- ユニットコスト：F-5E：210万USドル
- 原型機：T-38 タロン
- サブタイプ： カナディアCF-5/NF-5（英語版）
- 派生型：

  -  F-20 タイガーシャーク
  -  アザラフシュ
  -  サーエゲ
  -  コウサル

F-5は、アメリカ合衆国のノースロップ社が1950年代に開発した戦闘機である。
愛称はA/B型がフリーダム・ファイター（Freedom Fighter）、改良型のE/F型はタイガーII（Tiger II）。

## 機体概要
開発元のアメリカの他、小型軽量で取得や運用も容易であったため、冷戦当時にアジアやアフリカ、南アメリカなどのアメリカと友好的な発展途上国にも大量に輸出された。姉妹機として、練習機型のT-38 タロンが存在する。また、量産・配備には至らなかったものの、1980年代には本機の後継機としてF-20 タイガーシャークが計画され、3機が試作された。
極めて小型の機体に、直線翼に近いような浅い後退角を持った主翼を組み合わせており、翼端には空対空ミサイルあるいは増槽（A/B型のみ）を装備する。この主翼形式は、ロッキードF-104の影響が大であるとされている。主翼の後退角を大きく取れば最高速度や遷音速での加速性能に優れるが、翼幅荷重が大きくなって旋回性能（運動性）は低下する。対して後退角を小さくすれば旋回性能は向上し、特に低速域での運動性が大きく向上する。
主翼前縁に小型のLERXが付いているのも特徴である。これは元々、前縁フラップの電動作動器を収めるため、主翼前縁と胴体の間に三角形のフェアリングを設けたもので、飛行性能の向上を意図したものではなかったが、離着陸性能の向上や失速防止など、全く予想外の大きな効果が得られる結果となった。偶然の産物ではあったが、後のE/F型やF-20では大型化され、さらにその浅い後退角の翼やLERXは、ノースロップ社が開発したYF-17（F/A-18の原型機）にも継承されている。
F-5の操縦性の高さには定評があり、カスタマーにはおおむね好評を持って迎えられた。例えば、原型機N-156Fの初飛行に臨んだノースロップ社の主任テストパイロット、ルー・ネルソンは、「教養ある婦人（well-educated lady）」のような特性だと評している。この優れた操縦性は、派生型の超音速練習機T-38 タロンはもとより、F-5 の後継・発展型であるF-20まで受け継がれた。また、降着装置の外見からは想像しにくいが、不整地や未舗装滑走路から運用することもできた。

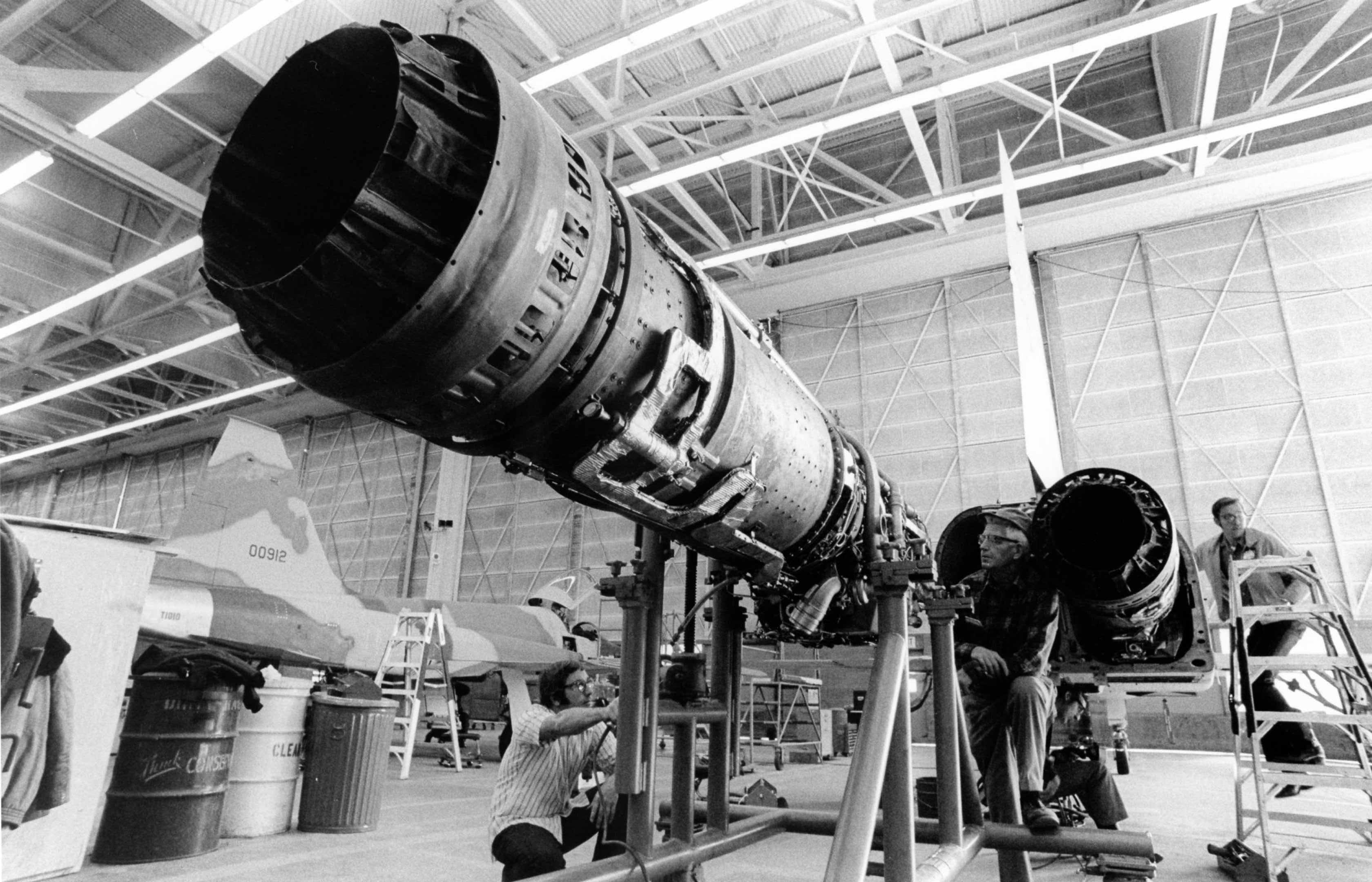
F-5Eに搭載されるJ85エンジン

エンジンは、ゼネラル・エレクトリック社製のJ85 ターボジェットエンジンを2基搭載する。J85は元来ミサイル用として開発された画期的な小型ジェットエンジンであり、推力重量比（エンジン重量に対しての推力の大きさ）は当時の重く大きな大推力ターボジェットを遥かに凌ぐものであった。J85の双発としたことで、F-5は極めてコンパクトにまとめられたのである。
小型エンジンは整備性の向上にも役立っている。重量が軽いため、ジャッキなど特別な工具を使わなくても数人の人手さえあれば簡単にエンジンを着脱でき、設備の乏しい途上国や前線基地でも整備、運用が容易だった。加えてF-5は整備の便を考慮して、エンジンの着脱を斜めのラインで行えるように後部胴体の形状を工夫している。双発であるため、被弾、故障の際の生存性も高い。
小型エンジンを複数積む場合の短所は、燃費効率が悪くなる点とコストの上昇である。しかし、J85はミサイルや無人標的機、他の小型機にも大量に採用されたエンジンであり、機材そのもののコストは量産効果によって下げることができた。また、後述の通り本機は、冷戦下においてアメリカと友好関係にあった発展途上国向けの供与機として採用されたため、燃費効率の良い強力なエンジン単発による長大な航続力を持った航空機では周辺国に過度の脅威を与えることにもなり、供与する側のアメリカとしてもあまり望ましいことではなかったため、かえって好都合となった。
航続力、搭載力が制限されている一方で、F-5は反復出動を考慮した設計となっており、例えば給油口は加圧式の1点給油で、短時間での燃料補給を可能としている。構造が単純で整備性の高い機体も相まって高い稼働率を実現しており、後述のスコシ・タイガー作戦では、アメリカ本土からフェリーされてきたばかりのF-5が、整備・再装填の上、わずか5時間後に初出撃を記録した例もあった。

### 兵装

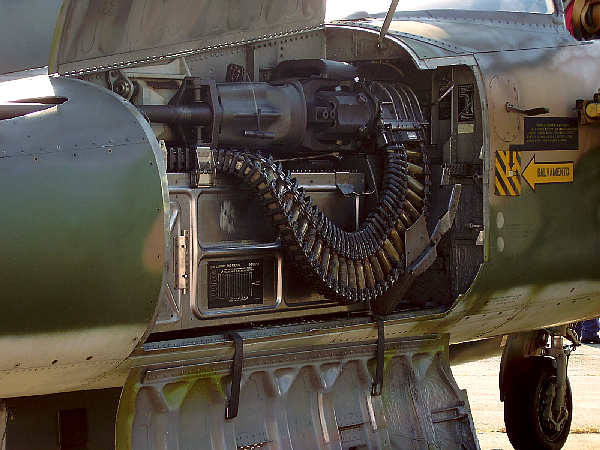
M39A2 20㎜機関砲。機関砲本体の下に弾薬箱がある。

固定兵装は、単座型のF-5AとF-5Eは共に、機首に2門のポンティアック M39 20mmリボルバーカノンを搭載し、1門あたり280発（計560発）の弾薬を搭載する。複座型については、F-5Bは機関砲を搭載しておらず、F-5Fは機関砲を1門に減らした上、弾薬数も140発に削減されている。射撃の際は砲身の前に格納されているガス・デフレクターが展開し、発射ガスがエンジンに吸入されるのを防ぐ。
機外兵装については、両主翼端、両主翼下に2つずつ、胴体下の計7箇所にハードポイントがあり、胴体下と両主翼下内側のハードポイントには増槽も装着できる。
空対空ミサイルについては、翼端のミサイル発射レールにAIM-9 サイドワインダーを1発ずつ搭載する。
空対地攻撃については、主にMk82 500ポンド爆弾、M117 750ポンド爆弾などの無誘導爆弾や、ハイドラ70ロケット弾、ナパーム弾、クラスター爆弾などの無誘導兵器が主に使用される。イラン、サウジアラビア、モロッコ向けのF-5E/Fにはマーベリック空対地ミサイルの運用能力が追加された。F-5E/Fの近代化改修機では視程外空対空ミサイルや精密誘導兵器の運用能力を付与されていることが多い。

## 開発の経緯

### F-5A/B

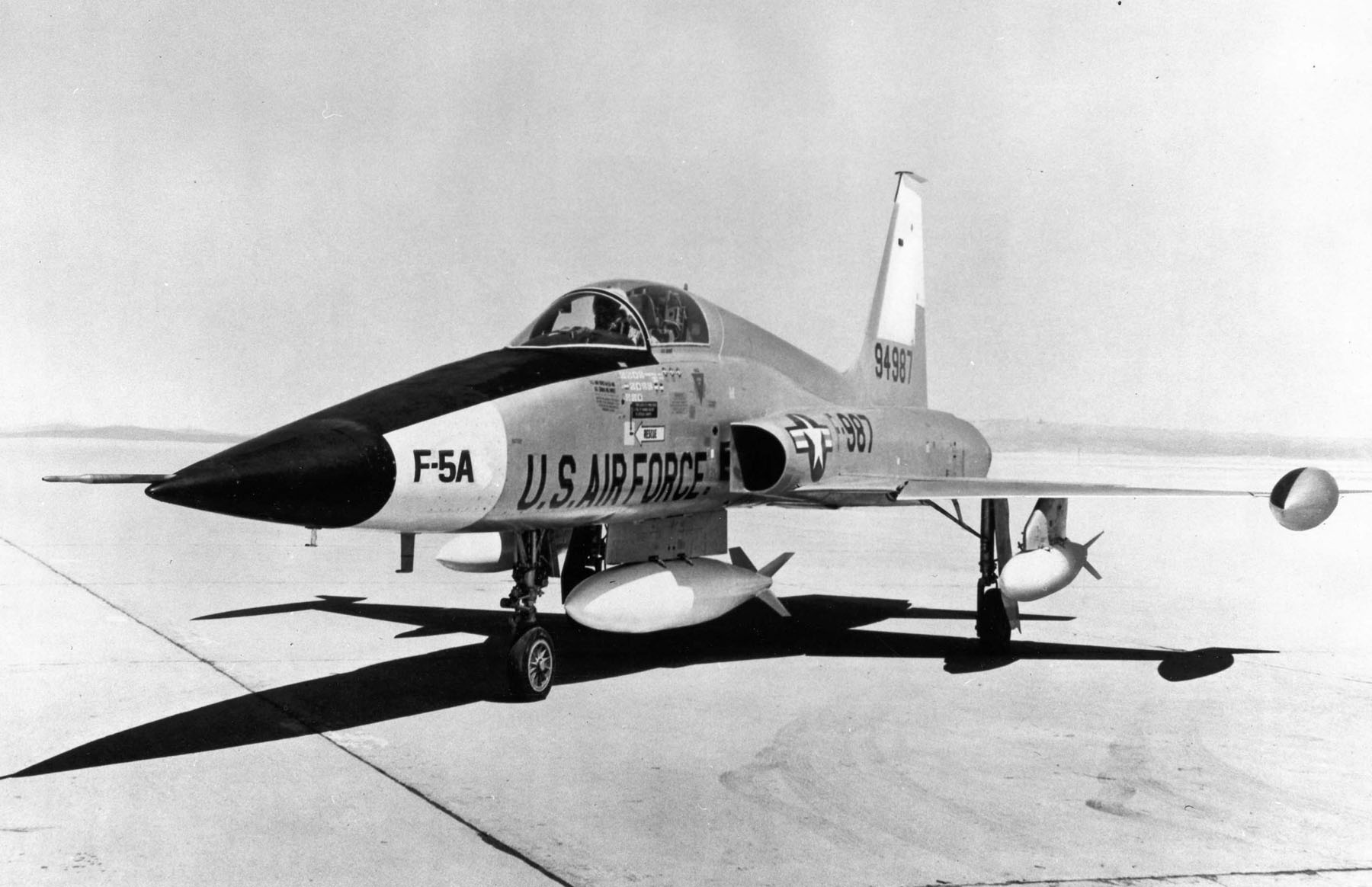
試作型YF-5A

他社との新戦闘機競争で大きく水をあけられていたノースロップ社は、第二次世界大戦中に建造されて当時まだ多数残っていたアメリカ海軍の護衛空母用の艦上戦闘機として、ウェルコ・ガシッチ（Welko Gasich）技師たちの設計によるN-156を提案した。しかし海軍がこれらの護衛空母を退役させることとしたため、1954年にこの提案は取り下げられ、ノースロップは海外輸出市場に活路を見出すこととなった。同時に空軍の練習機T-33の後継にも目をつけ、戦闘機型をN-156F、練習機型をN-156Tとして並行して開発を進めた。このN-156Tは空軍にT-38として採用され、N-156Fも自社資金で開発を継続した。
1950年代末より東側諸国やその友好国へMiG-17やMiG-19の供与を進めていたソビエト連邦に対抗するべく、アメリカはこれらのソ連製戦闘機を上回る性能を持ち、かつ廉価で運用・整備が容易な戦闘機を西側諸国と友好関係にある発展途上国向けに供与する計画を進めていた。しかし、既にF-86やF-84は旧式化しており、より新しい機体は複雑さ・性能・価格・軍事機密などの面で途上国に輸出できるものではなかった。これに対し、航法・測距用のレーダーや見越し計算式照準器さえも搭載せず、小型エンジンを使用したN-156Fは、廉価かつ運用・整備が容易だったため途上国向けの海外供与戦闘機に選ばれることとなる。こうしてN-156FはF-5Aと命名されると共に、機関砲を装備しない複座練習機型F-5Bも開発され、1964年から配備が開始された。

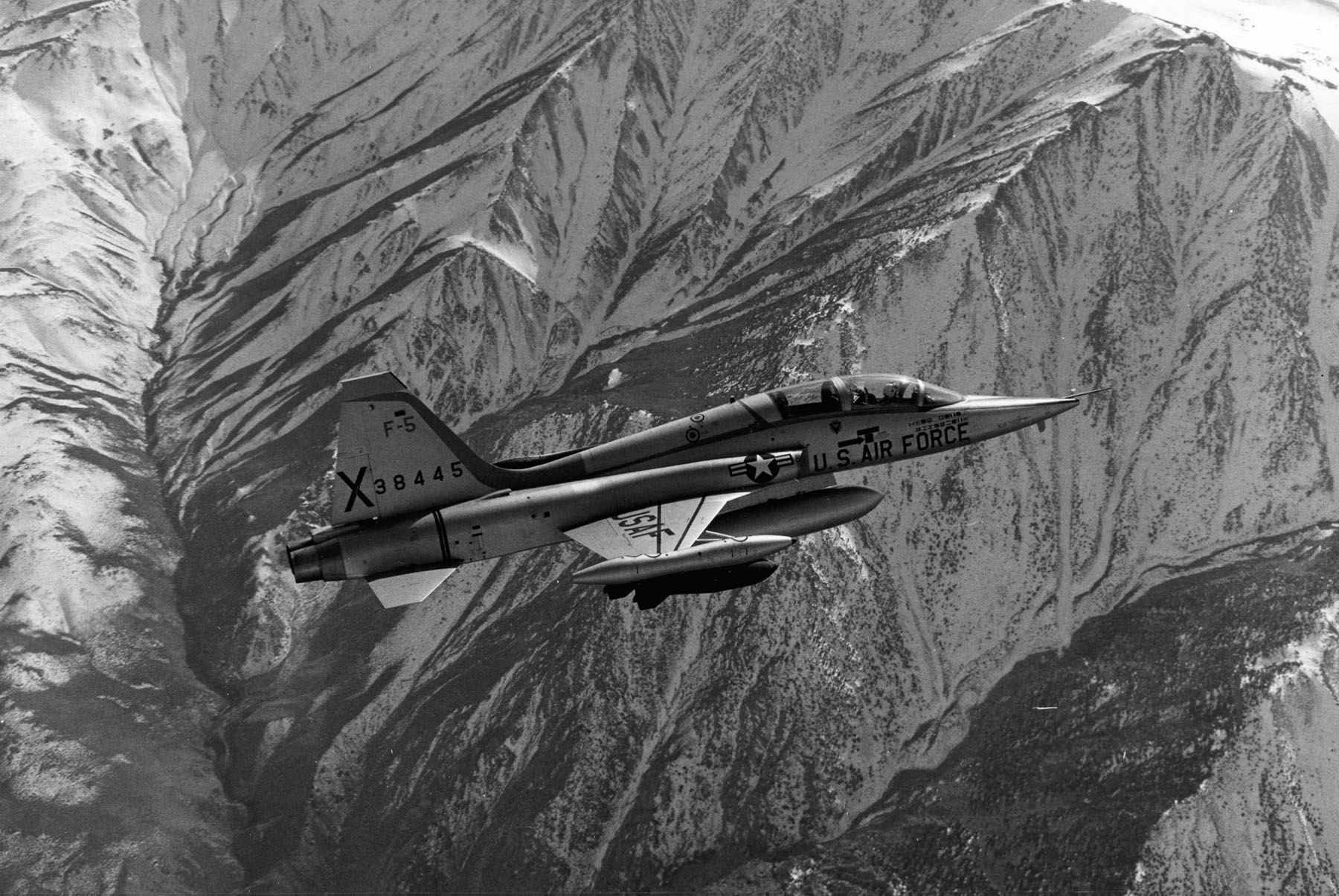
F-5B

供与された国は、南ベトナム、タイ、イラン、エチオピア、サウジアラビア、ヨルダン、大韓民国、リビア（王政時代）、モロッコなどの発展途上国である。また、高価なF-104を保有していた中華民国、ノルウェー、ギリシャ、トルコにも、二線級の補助戦闘機として供与された。この他にパキスタンも第三次印パ戦争中に、リビアのF-5Aをパイロットと共に「提供」され、数機使用していたとされる（サウジアラビアがF-5E飛行隊を同国に派遣していたともいわれる）。
ベトナム戦争では、南ベトナム空軍が主に北ベトナム軍への対地攻撃に使用したほか、北ベトナム軍が鹵獲した南ベトナム空軍のF-5Aでサイゴンの南ベトナム大統領府を爆撃した。南北統一後のベトナムでは、南ベトナム空軍から接収したF-5A（ベトナム空軍の展示ではF-5E）が対地攻撃任務機としてカンボジア・ベトナム戦争に用いられていた。
ライセンス生産権を取得したカナダでは、自己資金によって空戦フラップや2段伸縮式前脚の追加といった改良が行われ、カナダ向けをCF-5、オランダ向けをNF-5と呼称して製造した。独自改良を加えて2か国で使用されたこのライセンス生産型は、ベトナム戦争での使用経験とともに、改良型であるF-5E/F開発の大きなヒントとなった。他にライセンス生産を行った国にはスペインがある。

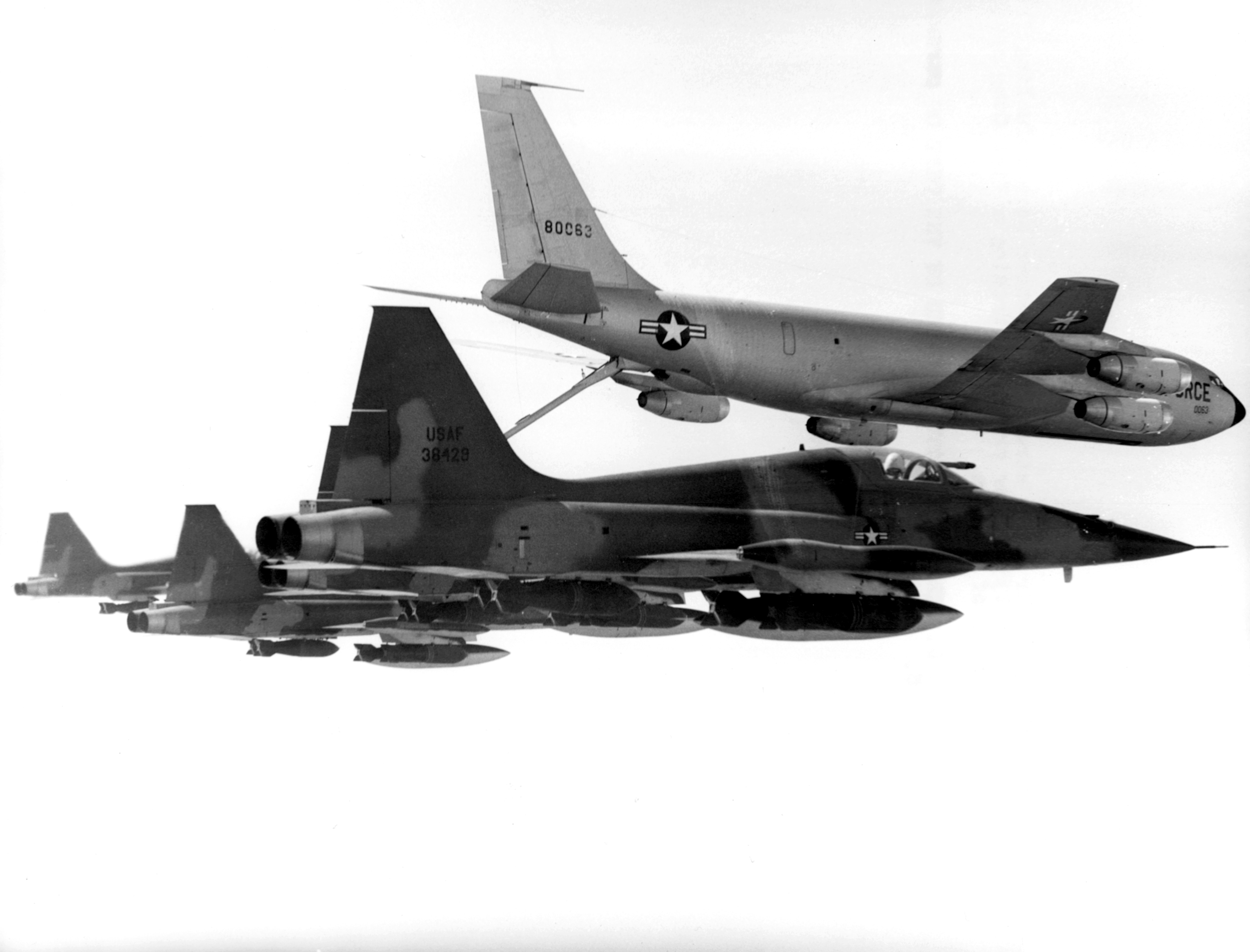
スコシ・タイガー作戦によってベトナム戦争に投入されたF-5C

上記の通り、F-5A/Bは純粋に供与機として用いられ、外国空軍への技術指導と訓練以外にアメリカ空軍での使用予定はなかった。しかし、供与された国からの実績要求などから、評価試験用のF-5A飛行隊が臨時編成され、ベトナム戦争において対地攻撃に投入された。このF-5Aは空中給油プローブや装甲の追加など、従来のF-5Aとは異なる「特別仕様」のため、F-5Cという非公式の形式番号で呼ばれることもある。
F-5Cが参加する作戦は「スコシ・タイガー作戦」と命名され、F-5の作戦能力と双発エンジンによる被弾時の生存性が高く評価されることとなった。機体は試験終了後、南ベトナム空軍に引き渡されている。なお、「スコシ」とはベトナム戦争における前進基地がおかれた日本の公用語である日本語の「少し」であり、元来は「リトル・タイガー」とすべきところを、外国語風の語感にするため「スコシ・タイガー(Skoshi Tiger)」とした。
F-5A/Bは、発展途上国における初の超音速ジェット戦闘機としての利便性や経済性に加え、高価な戦闘機に勝るとも劣らない抜群の機動性で国を問わず広く使用された戦闘機である。ベトナム戦争以外で目立った戦績はないものの、西サハラ紛争でモロッコ（モロッコ空軍）が、オガデン紛争で（革命後の）エチオピアが実戦に使用したといわれる。その多くは対地攻撃に用いられたが、モロッコの機体は第四次中東戦争においてイスラエルのミラージュIIIを撃墜する戦果を挙げている。
改良型のF-5E/Fを導入した国では早々に南ベトナムといった他国に放出されていった。これに伴い、ギリシャ空軍やトルコ空軍はアメリカを介して各地で退役したF-5A/Bを長期に渡って大量に入手し、主力戦闘機の補助や対地攻撃、訓練用に充て、後者では現在も運用中である。スペイン空軍ではF-5Bを高等練習機として使用している。この他にカナダで退役したCF-5が、さらなる近代化改修の後にボツワナ国防軍で再就役しており、アフリカゾウなどの動物に対する密猟の監視に用いたという。

### F-5E/F

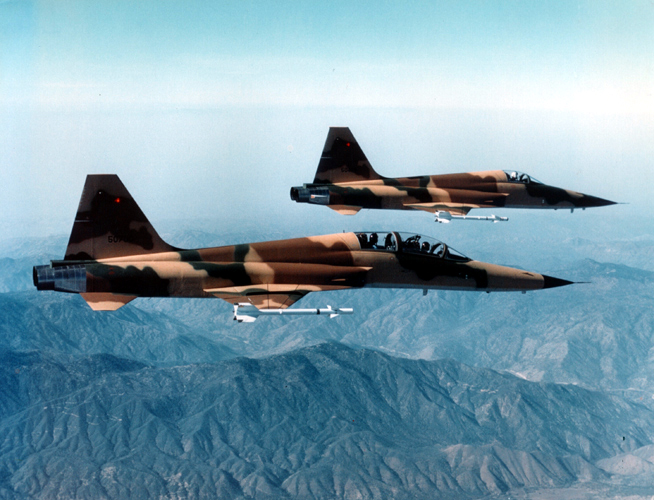
F-5E（奥）とF-5F（手前）

1960年代後半に入ると、ソビエト連邦はMiG-21を中小国空軍向けにも輸出し始めた。MiG-21は簡易ながらレーダーを装備しており、レーダーを持たず目視で戦闘を行うF-5A/Bでは対抗が困難になりつつあり、エンジンパワーも劣っていた。そのためアメリカ国防省では、F-5A/Bに代わる新たな供与戦闘機の比較審査を1970年に呼びかけた。
比較審査にはロッキードCL-1200、チャンスボートV-1000、F-4の簡易型など各メーカーによる提案があったが、アメリカ空軍はノースロップの提案したF-5-21案を採用しF-5Eと命名、1974年から配備を開始した。
F-5E/Fは、基本的にF-5A/Bの改良型であるが、
1. エンジンを強化
2. F-5Aでは皆無であったレーダー類を追加
3. CF-5やNF-5で採用された空戦フラップや2段伸縮式前脚の採用

などが行われ、F-5Aより横幅が多少広くなっている。搭載されたAN/APQ-153 レーダーは機能が限定的で目標追尾機能を持たず、射程の長いAIM-7は運用できない。それでもレーダー未搭載のA/B型に比べれば格段の進歩であり、MiG-21を仮想敵とするには必要にして十分と割り切られた。オプションで空中受油プローブや慣性航法装置などを装備可能な他、後期生産型の一部には、F-20で採用されたシャークノーズ(Shark Nose)や大型ストレーキが取り入れられており、機動性が向上している。
当初、F-5Eのパイロット訓練にはF-5Bが使用されていたが、性能差が大きいこと、そしてレーダー操作の訓練が必要という点から専用の複座練習機型F-5Fが開発された。F-5Fは機関砲を装備しないF-5Bと異なり、機関砲（搭載数は1門に減少）やレーダーを残し、燃料搭載量もF-5Eと同様にした。このため、機首が107cm延長されている。
その一方、F-5の得意分野といえる利便性や経済性も受け継がれ、F-5A/Bを運用していた国の他にも、メキシコやホンジュラスなどがF-5E/Fを採用した。また、スイスと韓国、台湾ではライセンス生産が行われた。既に旧式化した現在でも途上国を中心とした多くの国で現役にあり、大規模な近代化改修を施して引き続き運用している国もある。
アメリカ空軍・海軍・海兵隊は、ベトナム戦争の終結に伴い南ベトナムへの供与が間に合わなかった機体を引き取り、トップガンなどの空戦訓練教程での仮想MiG-21あるいは汎用の仮想敵機として長く使用した。空軍では既に退役しているが、海軍・海兵隊では現在も運用中である。特に海軍は既存のF-5Eの更新用としてスイスで退役したF-5Eを購入し、再生および改造を施したうえでF-5Nとして再就役させている。
実戦ではイラン・イラク戦争でイランが、西サハラ紛争でモロッコが対地攻撃に使用した。前述のオガデン戦争ではエチオピアのF-5Eがソマリア空軍のMiG-15などの撃墜を記録している。また、湾岸戦争にはサウジアラビアとバーレーンの機体が参戦した。韓国の機体は麗水潜水艇撃沈事件の際に出撃し、機銃掃射で北朝鮮の半潜水艇の無力化・鹵獲を試みたが、夜間に照明弾支援を受けながら行ったものであったため失敗し、半潜水艇は海軍のコルベットにより撃沈された。

## 派生型

### F-5A/B系列
F-5A
初期型。エンジンはJ85-GE-13（ドライ推力：1,234kg、アフターバーナー使用時推力：1,850kg）を2基搭載。
RF-5A
F-5Aの偵察機型。機首にカメラを搭載。武装はF-5Aとまったく同一のため、そのままでもF-5Aと同等の空対空戦闘/空対地攻撃能力を有するほか、機首の換装でF-5Aに戻すことも可能。イラン、トルコ、南ベトナム、タイ、ギリシャ、韓国、モロッコが採用。
F-5B
F-5Aの複座練習攻撃機型。T-38の機首を流用しているため、機関砲を装備していないが、それ以外のサイドワインダー、爆弾、ロケット弾の運用能力はF-5Aと同等。
F-5A導入国で採用されただけでなく、F-5Eの初期導入国のうちでF-5Aを導入していなかったブラジルとサウジアラビアも、F-5Eへの転換訓練用にF-5Bを導入している。
F-5C
スコシ・タイガー作戦のために改修されたF-5A。ただし、公式の形式名ではなく、部内での「通称」とされている。作戦名から「スコシ・タイガー」と呼ばれることもある。
F-5A(G)/B(G)、RF-5A(G)
ノルウェー空軍向けのF-5A/BおよびRF-5A。寒冷地での運用のため、JATO、アレスティング・フック、キャノピーおよび空気取入口の除氷装置を追加。
SF-5A/B、SRF-5A
スペインのCASAでライセンス生産されたF-5A/BおよびRF-5A。
機体そのものは後述するカナディア製と異なり、ノースロップ製とまったく同一であるほか、エンジンもアメリカからの輸入品である。
初飛行は1968年5月22日。複座型のSF-5B（AE.9）34機と、単座型のSF-5A（A.9）と単座偵察型のSRF-5A（AR.9）が18機ずつの、計70機が製造された。
CF-5A/D、CF-5A(R)
カナダのカナディアでライセンス生産されたF-5A/B。CF-5A(R)はRF-5Aに準じた偵察機型。カナダ空軍ではCF-116、ベネズエラ空軍ではVF-5と呼称される。
基本的にはノルウェー空軍仕様のF-5A/Bと同じであるが、以下の改良が加えられた。
1. エンジンは、オリジナルのF-5A/Bより高出力のJ85-CAN-15（ドライ推力：1,361kg、アフターバーナー使用時推力：1,950kg。オレンダ・エンジンズでライセンス生産）に変更。これに伴い、エンジン直前の後部胴体側面にルーバー開閉式の補助空気取り入れ口を追加。
2. 前脚を33cm延長する機能を追加。これにより離陸時に約3°の迎え角を付け、離陸滑走距離を20%ほど短縮。
3. フェランティ製のリード・コンピュータ式照準器を装備。
4. 機体右側面に、ボルト止めの空中受油プローブを追加（取り外し可能）。

初飛行は1968年5月4日。単座型のCF-5Aが89機、複座型のCF-5Dが46機の、計135機が製造された。
カナダ以外ではベネズエラが導入したほか、カナダ空軍の中古機をボツワナ国防軍が導入している。
NF-5A/B
オランダ空軍向けにカナディアが製造したF-5A/B。オランダのフォッカーで製造したコンポーネントを、カナディアに持ち込んで組み立てる方式で生産された。
基本的にはカナダ空軍仕様のCF-5と同一仕様であるが、照準器は旧式の光学式照準器に戻し、ドップラー航法装置を追加。さらに主翼構造を強化し、前縁フラップを自動空戦フラップとして使えるようにしたほか、主翼下内側のハードポイントに275ガロン（1,041リットル）増槽を装着可能とした。
初飛行は1969年3月24日。単座型のNF-5Aが75機、複座型のNF-5Bが30機の、計105機が製造された。
オランダ空軍を退役した機体の一部は、ギリシャ空軍とトルコ空軍に引き渡されており、トルコ空軍の曲技飛行隊「ターキッシュ・スターズ」でも運用されている。

### F-5E/F系列
F-5E
F-5Aの改良型。1972年8月11日に初飛行。
レーダーの装備を中心に、カナディア製のCF-5/NF-5やノルウェー空軍向けのF-5A(G)/B(G)で取り入れられた改良点も導入されている。
1. エンジンをさらに強力なJ85-GE-21（ドライ推力：1,588kg、アフターバーナー使用時推力：2,268kg）に変更。これに伴い空気取り入れ口の面積を20%拡大したほか、胴体側面にCF-5/NF-5と同型のルーバー型開閉式補助空気取り入れ口を追加。
2. AN/APQ-153 空対空レーダー（後期型は改良型のAN/APQ-159（英語版））を装備。これに伴い、照準器もAN/ASG-29 LCOSS（Lead Computing Optical Sight System）を装備。
3. 胴体中央部を38.1cm延長し、左右幅も41cm拡大。さらにコクピット直後から垂直尾翼付け根部までのドーサルスパインを胴体と一体化し、燃料搭載量を増加。これに伴い、コクピット直後から伸びていたドーサルスパインと胴体中央部の段差も、コクピットから少し離れた部分で滑らかに成形されており、F-5Eの外見上の特徴の一つとなっている。
4. 翼面荷重をF-5Aと同等にするため、重量増加に合わせて主翼弦長を付け根部分で14cm拡大。主にストレーキ（LEX）の部分の面積が拡大されたため、ストレーキの前縁は二段後退角が付いた形状となっている。
5. CF-5/NF-5やF-5A(G)/B(G)で導入された、伸縮式前脚やアレスティング・フック、空気取り入れ口や前面風防の除氷装置などを追加したほか、フラップを自動空戦フラップとして運用可能とした。

RF-5E
RF-5Aと同様、機首のレーダーおよびコーンを撤去し、代わりにカメラを搭載した専用コーンを装着した簡易偵察型。ただし、小さすぎて新型の偵察装置を搭載できないという問題点があり、サウジアラビアが後述するタイガーアイ配備までの暫定型として運用したのみ。
RF-5E タイガーアイ（Tigereye）
F-5Eの偵察機型。機首を20cm延長し、レーダーと右側の機関砲を撤去して設置した大型カメラ室にカメラを搭載。ミッションに応じて様々なカメラに換装できる。1979年1月29日に初飛行。
ノースロップ社は「RF-4Eの60%のライフサイクルコストで90%の能力を発揮できる」と謳っていたが、価格がF-5Eの1.5倍と高価であったため、サウジアラビア、マレーシア、シンガポール、台湾でのみ採用された。内ノースロップ製の新造機はサウジアラビア（10機）とマレーシア（2機）のみで、シンガポール（8機）と台湾（7機）の機体は、シンガポールのSTアエロスペースがF-5Eから改造したものである。台湾では「タイガーゲイザー（Tigergazer）」と呼ばれる。
F-5F
F-5Eの複座練習戦闘機型。複座での運用に対応したAN/APQ-157 レーダーを搭載し、機関砲1門（弾数は、140発に半減）を固定装備。1974年9月25日に初飛行。
F-5Eを元に、前部座席やレーダー、機関砲を搭載するスペースを確保するため、機首部分を107cm前方に延長しているほか、主翼上面に境界層板（フェンス）を装着している。
F-5N
スイスで余剰となったF-5Eがアメリカ海軍でアグレッサーとして再就役した際の呼称。機関砲を取り外し、レーダーをAN/APG-69に換装。
中正号戦闘機
中華民国（台湾）のAIDC（航空工業発展センター、現在の漢翔航空工業）でライセンス生産されたF-5E/F。「中正」は蔣介石の学号に由来する。
1973年2月9日に「ピース・タイガー」の計画名でF-5E 100機のライセンス契約が結ばれたのをきっかけに、以後6次にわたる「ピース・タイガー」計画の下、1986年までに242機のF-5Eと66機のF-5Fがライセンス生産された。
また、1990年代半ばに7機のF-5EがシンガポールのSTアエロスペースにおいてRF-5Eタイガーアイに改造された。最初のRF-5Eは1997年8月に中華民国空軍に引き渡され、RF-104Gの後継として第12偵察中隊（12th TRS）に配備された。

#### 近代化改修型
F-5S/T、RF-5S
シンガポール空軍の近代化改修型F-5E/FおよびRF-5E。右側の機関砲を撤去してレーダーをグリフォF多モードレーダーに換装し、AMRAAMおよびパイソン空対空ミサイルの運用能力を付加。HUD、多機能ディスプレイ、HOTAS概念、慣性航法装置などが導入された他、機動性強化のため主翼のストレーキも拡大されている。
F-5EM/FM
ブラジル空軍の近代化改修型F-5E/F。レーダーをF-5S/Tと同じくグリフォFに換装したため右側の機関砲が撤去されている。レーザー誘導爆弾やダービー空対空ミサイルの運用能力を持ち、コックピットは完全にグラスコックピット化されている。
タイガーIII
イスラエルの協力で改修された、チリ空軍の近代化改修型F-5E/F。レーダーはラビ用に開発されたものを改良したEL/M-2032に換装。右側の機関砲は撤去したとされるが、外見上は撤去されていないように見える。イスラエル製の偵察ポッドやパイソン、ダービーの運用が可能。HUD、多機能ディスプレイ、HOTAS概念などが導入された点はF-5S/Tと同様。
タイガーIV
ノースロップ社が独自に開発したF-5Eの近代化改修デモンストレーター。右側の機関砲を撤去してレーダーをF-16 MLUと同じAN/APG-66(V)に換装し、機体構造を強化。HUD、多機能ディスプレイ、HOTAS概念などが導入された点はF-5S/Tと同様。台湾でも「タイガー2000」の名称で同仕様に準じた改修を計画していたが中止されている。
F-5T ティグリス（Tigris）
イスラエルの協力で改修された、タイ空軍の近代化改修型F-5E。形式番号こそ同じだがシンガポール空軍のF-5Tとは別物。レーダーはタイガーIIIと同じEL/M-2032に換装されたが、視程外戦闘能力は付加されていない。後にダービー空対空ミサイルの運用能力や戦術データリンクの装備など更なる改修が行われF-5TH スーパーティグリスと呼ばれるようになっている。

### その他の派生型
F-5G（F-20）
F-5のエンジンをJ85の双発から、F/A-18 ホーネット向けの新型エンジンであるF404 ターボファンエンジンの単発に変更し、電子機器を近代化した機体。台湾がF-16の導入を検討した際にF-16/79（F-16 ファイティング・ファルコンのデチューン型、いわゆる「モンキーモデル」）とともに提案されたが、台湾の要求能力を満たしていないとされたことや、アメリカ合衆国による台湾への兵器輸出禁止（実際は自粛に近かった）を理由に不採用となった。その後、台湾はF-16などをベースに、国産戦闘機（ただしエンジンはアメリカ企業製）の経国を開発した。同国と対立する中国を刺激しないよう、あえて新形式とせずF-5の派生型としての命名であったが、台湾への輸出を断念した時点で新形式のF-20と改名した。
X-29
グラマン社がF-5他の部品より製造した前進翼実験機。
アザラフシュ（Azarakhsh）
イランのHESAがF-5をベースに開発した戦闘機。
サーエゲ（Ṣā‘eqeh）
アザラフシュを更に発展させた、イランの自称"国産戦闘機"。F-5を強引に双垂直尾翼化したような外観を持つ。飛行性能、エンジン、武装、電子機器などの詳細は一切非公開だが、空気取り入れ口やそこからエンジンに繋がるダクトが全く変更されていないことから、エンジンはF-5のものをそのまま用いていると思われる。
コウサル（Kowsar）
イランが2018年8月21日に「初めて自国で製造」したとして公開した、自称第4世代戦闘機。
その他
NASAは、ソニックブーム低減のためのSSBD（低ソニック・ブーム設計手法飛行実証）プログラムに、特殊改造を施したF-5Eを使用している。

## 採用国
E/F型を採用した国は太字で示す。
- アメリカ合衆国
- イエメン
- イラン

F-5を採用した国（赤は退役済）

  - イラン・イスラエル戦争により、複数の機体損失を出している[6]。
- 韓国
- スイス
- スペイン
- ケニア
  - 2024年時点で、ケニア空軍が17機のF-5E、4機のF-5Fを保有[7]。
- タイ
- レバノン[要出典]
- 中華民国（台湾）
- チュニジア
- チリ
- バーレーン
- ブラジル
- ボツワナ
- ホンジュラス
- メキシコ [注 9]
- モロッコ
  - モロッコ空軍がF-5A、F-5B、F-5E、F-5F、RF-5Aを採用[9][10]。2024年時点で、19機のF-5E、3機のF-5Fを保有[11]。

### 退役済み
- インドネシア
- エチオピア
- オーストリア[注 10]
- オランダ
- カナダ
- ギリシャ
- パキスタン[注 11]
- サウジアラビア
- シンガポール
- スーダン
- トルコ
- ノルウェー
- フィリピン
- ベトナム共和国
- ベトナム [注 12]
- ベネズエラ
- マレーシア
- ヨルダン
- リビア

### 調査・研究
- ソビエト連邦[注 13]

## 要目 (F-5E)
出典: Federation of American Scientists (2011年). “Federation of American Scientists :: F-5 Freedom Fighter / Tiger” (英語). 2012年5月31日閲覧。
諸元
- 乗員: 1名
- 全長: 14.68m （48ft 2in）
- 全高: 4.06m （13ft 4in）
- 翼幅: 8.13m（26ft 8in）
- 翼面積: 17.28m2 （186ft2）
- 空虚重量: 4,392kg （9,683lbs）
- 運用時重量: 6,055kg （13,350lb）
- 最大離陸重量: 11,193kg （24,676lbs）
- 動力: J85-GE-21A ターボジェットエンジン
  - ドライ推力: 16kN （3,500lbf） × 2
  - アフターバーナー使用時推力: 22kN （5,000lbf） × 2

性能
- 最大速度: 1,743km/h （941kts）
- 戦闘行動半径: 1,055 km (570 nmi)（最大燃料+AIM-9×2基）
- 航続距離: 2,483 km (1,341 nmi)
- 実用上昇限度: 15,789m （51,800ft）
- 上昇率: 10,516m/分

武装
- 固定武装: M39A2 20mmリヴォルヴァーカノン×2門（弾薬 各280発）
- ミサイル: AIM-9 サイドワインダー、AGM-65 マーベリックなど
- 爆弾: ハードポイント7ヶ所 (翼端 AAM 発射レール×2、翼下×4、胴体下×1、計3,175kg（7,000lbs）
Mk.82/84無誘導爆弾、CBU-24/49/52/58クラスター爆弾など
- アビオニクス: 
AN/APQ-153 火器管制レーダー（F-5E初期型）
AN/APQ-159（英語版） 火器管制レーダー（F-5E後期型）

## 登場作品

### 映画
『インデペンデンス・デイ』
エリア51に配備されている。キャノピーを開けた状態で駐機している機体が見られるのみで飛行シーンは無いため、エイリアンとの戦闘に参加したかどうかは不明。
『地獄の黙示録』
アメリカ空軍のF-5Aが登場。ナパーム弾を投下してベトコンが潜む林を焼き払う。このシーンは直後のキルゴア中佐のセリフと共に著名で、同作の見せ場の1つでもある。
撮影には、マーキングなどを消したフィリピン空軍のF-5Aが使用されている。撮影に当たっては、実際にF-5から本物のナパーム弾が投下されたものを撮影した。
『トップガン』
F-5E/Fが架空のソビエト製戦闘機「MiG-28」として登場。
なお、トップガン入校後のシーンで「仮想敵機としてF-5、A-4を使用する」とのセリフがあるが、F-5自体は登場しない。これは当作ではF-5が"MiG-28"として登場するため（同じ機体が役柄を変えて登場すると観客が混乱してしまう恐れがある）と思われる。本作にはT-38も登場しているが、地上駐機状態のものが映るのみで、飛行シーンはない。
『プラトーン』
終盤、北ベトナム軍に防衛線を突破され、敵味方が入り混じった状態の大隊陣地を制圧するためにハリス大尉の要請で飛来し、空爆を行う。撮影にはフィリピン空軍の機体が使用された。

### 漫画
『エリア88』
主人公の搭乗機としてF-5Eおよび後継機のF-20 タイガーシャークが登場するほか、さまざまな場面で多数登場している。
『少女政府 ベルガモット・ドミニオンズ』
カリブ海上空でメキシコ軍のF-5Eが2機登場。
『レッズ・イン・ブルーシリーズ』
主人公が所属するアグレッサー部隊の使用機として、F-5E、F-5F、F-20 タイガーシャークが登場。
『ファントム無頼』
アメリカ空軍のアグレッサー部隊が使用。

### ゲーム
『エースコンバットシリーズ』
『エースコンバット04』『エースコンバット5』『エースコンバットZERO』『エースコンバットX』『エースコンバットX2』『エースコンバット∞』において、プレイヤーが使用可能な機体として登場。『エースコンバット5』では初期の機体になっており、キルレートが一定に達すると、現実世界でもF-5の後継機として開発されたF-20 タイガーシャークが購入可能になる。最終的にはX-29へと発展する。
『大戦略シリーズ』
『War Thunder』
アメリカのRankVIIとしてF-5E、またRankVIのプレミアム機体としてF-5A,F-5Cが登場。